# 53. Tony-gála
A 53. Tony-gála az 1998/99-es szezon legjobb Broadway színházi alakításait értékelte. A díjátadót 1999. június 6-án tartották a New York-i Gershwin Theatreben, a műsor ezúttal házigazda nélkül zajloott. A ceremóniát a CBS és az első tíz kategóriáig a PBS televízióadó közvetítette élőben.

## Győztesek és jelöltek
A nyertesek félkövérrel jelölve.
| Legjobb színdarab | Legjobb musical |
| --- | --- |
| - Side Man – Warren Leight - Közelebb! – Patrick Marber - Vaknyugat – Martin McDonagh - Not About Nightingales – Tennessee Williams                                                                                     | - Fosse - The Civil War - It Ain't Nothin' but the Blues - Parádé |
| Legjobb színdarab újra a színpadon | Legjobb musical újra a színpadon |
| - Az ügynök halála – Arthur Miller - Élektra – Sophocles - The Iceman Cometh – Eugene O’Neill - Vízkereszt, vagy amit akartok – William Shakespeare                                                                     | - Annie, a mesterlövész - Little Me - Pán Péter - You're a Good Man, Charlie Brown |
| Legjobb férfi főszereplő színdarabban | Legjobb női főszereplő színdarabban |
| - Brian Dennehy – Az ügynök halála (Willy Loman) - Brían F. O'Byrne – Vaknyugat (Valene Connor) - Corin Redgrave – Not About Nightingales (Bert "Boss" Whalen) - Kevin Spacey – The Iceman Cometh (Theodore Hickman)    | - Judi Dench – Amy világa (Esme Allen) - Stockard Channing – Az oroszlán télen (Eleanor of Aquitaine) - Marian Seldes – Ring Round the Moon (Madame Desmermortes) - Zoë Wanamaker – Élektra (Electra) |
| Legjobb férfi főszereplő musicalben | Legjobb női főszereplő musicalben |
| - Martin Short – Little Me (Noble Eggleston, további karakterek) - Brent Carver – Parádé (Leo Frank) - Adam Cooper – A hattyúk tava (A hattyú) - Tom Wopat – Annie, a mesterlövész (Frank Butler)                       | - Bernadette Peters – Annie, a mesterlövész (Annie Oakley) - Carolee Carmello – Parádé (Lucille Frank) - Dee Hoty – Footloose (Vi Moore) - Siân Phillips – Marlene (Marlene Dietrich) |
| Legjobb férfi mellékszereplő színdarabban | Legjobb női mellékszereplő színdarabban |
| - Frank Wood – Side Man (Gene) - Kevin Anderson – Az ügynök halála (Biff) - Finbar Lynch – Not About Nightingales (Jim Allison) - Howard Witt – Az ügynök halála (Charley)                                              | - Elizabeth Franz – Az ügynök halála (Linda) - Claire Bloom – Élektra (Clytemnestra) - Samantha Bond – Amy világa (Amy Thomas) - Dawn Bradfield – Vaknyugat (Girleen Kelleher) |
| Legjobb férfi mellékszereplő musicalben | Legjobb női mellékszereplő musicalben |
| - Roger Bart – You're a Good Man, Charlie Brown (Snoopy) - Desmond Richardson – Fosse (További karakterek) - Ron Taylor – It Ain't Nothin' but the Blues (További karakterek) - Scott Wise – Fosse (További karakterek) | - Kristin Chenoweth – You're a Good Man, Charlie Brown (Sally Brown) - Gretha Boston – It Ain't Nothin' but the Blues (További karakterek) - Valarie Pettiford – Fosse (További karakterek) - Mary Testa – On the Town (Madame Maude P. Dilly)                                                                  |
| Legjobb szövegkönyv musicalben | Legjobb eredeti zene |
| - Alfred Uhry – Parádé - Charles Bevel, Lita Gaithers, Randal Myler, Ron Taylor, Dan Wheetman – It Ain't Nothin' but the Blues - Pam Gems – Marlene - Dean Pitchford, Walter Bobbie – Footloose                         | - Parádé – Jason Robert Brown (zene és dalszöveg) - Footloose – Tom Snow (zene), Dean Pitchford (dalszöveg), Kenny Loggins, Eric Carmen, Sammy Hagar, Jim Steinman (zene és dalszöveg) - The Civil War – Frank Wildhorn (zene), Jack Murphy (dalszöveg) - Vízkereszt, vagy amit akartok – Jeanine Tesori (zene) |
| Legjobb díszlettervezés | Legjobb jelmeztervezés |
| - Richard Hoover – Not About Nightingales - Bob Crowley – The Iceman Cometh - Bob Crowley – Vízkereszt, vagy amit akartok - Ricardo Hernandez – Parádé                                                                  | - Lez Brotherston – A hattyúk tava - Santo Loquasto – Fosse - John David Ridge – Ring Round the Moon - Catherine Zuber – Vízkereszt, vagy amit akartok |
| Legjobb látványtervezés | Legjobb zenekar |
| - Andrew Bridge – Fosse - Mark Henderson – The Iceman Cometh - Natasha Katz – Vízkereszt, vagy amit akartok - Chris Parry – Not About Nightingales                                                                      | - Ralph Burns, Douglas Besterman – Fosse - David Cullen – A hattyúk tava - Don Sebesky – Parádé - Harold Wheeler – Little Me |
| Legjobb színdarabrendező | Legjobb musicalrendező |
| - Robert Falls – Az ügynök halála - Howard Davies – The Iceman Cometh - Garry Hynes – Vaknyugat - Trevor Nunn – Not About Nightingales                                                                                  | - Matthew Bourne – A hattyúk tava - Richard Maltby, Jr., Ann Reinking – Fosse - Michael Mayer – You're a Good Man, Charlie Brown - Harold Prince – Parádé |
| Legjobb koreográfia | |
| - Matthew Bourne – A hattyúk tava - Patricia Birch – Parádé - Rob Marshall – Little Me - A. C. Ciulla – Footloose | |

### Különdíjak
- A legjobb körzeti színház: Crossroads Theatre (New Brunswick, New Jersey
- Színházi életműdíj: Arthur Miller, Edward E. Colton, Isabelle Stevenson, Uta Hagen
- Különdíj élő színházi előadásnak: Fool Moon (Bill Irwin, David Shiner)[2]

## Előadott számok
- The Civil War ("Freedom's Child" — Lawrence Clayton)
- Pán Péter ("I'm Flying" — Cathy Rigby)
- Parádé ("This Is Not Over Yet"/"The Old Red Hills of Home" — Carolee Carmello, Brent Carver)
- You're a Good Man, Charlie Brown ("My New Philosophy"/"Happiness" — Kristin Chenoweth, Anthony Rapp)
- Fosse ("Sing Sing Sing")
- Little Me ("Boom Boom" — Martin Short)
- Annie, a mesterlövész ("I Got the Sun in the Morning"/"Hoedown"/"Old-Fashioned Wedding" — Tom Wopat, Bernadette Peters)[3]

## Műsorvezetők
A gálán az alábbi műsorvezetők működtek közre:
- Julie Andrews
- Bea Arthur
- Alec Baldwin
- Christine Baranski
- Matthew Broderick
- Carol Burnett
- Zoe Caldwell
- Mario Cantone
- Stockard Channing
- Alan Cumming
- Judi Dench
- Brian Dennehy
- Laurence Fishburne
- Calista Flockhart
- David Hare
- William Hurt
- Swoosie Kurtz
- Angela Lansbury
- Audra McDonald
- Terrence McNally
- Sarah Jessica Parker
- David Hyde Pierce
- Chita Rivera
- Jason Robards
- Christian Slater
- Kevin Spacey
- Scott Wolf

## Fordítás
- Ez a szócikk részben vagy egészben  a(z)   50th Tony Awards című angol Wikipédia-szócikk fordításán alapul.  Az eredeti cikk szerkesztőit annak laptörténete sorolja fel. Ez a jelzés csupán a megfogalmazás eredetét és a szerzői jogokat jelzi, nem szolgál a cikkben szereplő információk forrásmegjelöléseként.